# Skovby (Skanderborg)
Skovby is een plaats in de Deense regio Midden-Jutland, gemeente Skanderborg. De plaats telt ca 200 inwoners (2008).